# Театар у једном дејству
Театар у једном дејству је позоришни фестивал у Младеновцу и датира још од 1975. године, када га је основала група ентузијаста под именом „Слободарске свечаности“ а под покровитељством града Београда. Као манифестација од значаја за град Београд траје до 1996. године када је укинут. Обновљен је 2006. године под покровитељством Скупштине општине Младеновац у нешто другачијем облику. Фестивал увек почиње првог понедељка у октобру и траје седам дана. Од обнављања уведена је само једна награда за најбољу представу, коју сачињавају новчани износ, плакета и статуета “Слобода”. Фестивалом руководи Савет (бира се на четири године) и уметнички директор који је уједно и селектор (бира се на две године). О победнику одлучују три члана жирија, који се бирају на две године.